# Finnevaux
Finnevaux (en wallon Finvå) est une section et un village de la commune belge de Houyet située en Région wallonne dans la province de Namur.
C'était une commune à part entière avant la fusion des communes de 1977.

## Évolution démographique
- Source: DGS, 1831 à 1970=recensements population, 1976= habitants au 31 décembre

## Patrimoine et culture

### Patrimoine architectural
La tour de Finnevaux appelée aussi tour Saint-Clément ou, plus précisément, la tour de l'ancienne église Saint-Clément de Finnevaux, est une construction médiévale (XIe siècle) classée, dernier vestige de l'ancienne église remplacée vers 1900 par l'actuelle église Saint-Clément érigée plus au nord, à quelques dizaines de mètres.